# 申洪之
申洪之（416年—472年11月21日），北魏官员，魏郡魏县（今河北省大名县西南）人。
申洪之是后赵司徒申鍾的曾孙，辅国将军、兖州刺史、金乡县侯申道生的孙子。与兄长直懃令申乾之归顺北魏，被任命为东宫莫堤。延兴二年十月初五日（472年11月21日），在京师平城去世，年五十七岁。葬在平城桑干河南。